# 고블린 슬레이어

고블린 슬레이어(ゴブリンスレイヤー, GOBLIN SLAYER!)는 카규 쿠모가 원작한 일본의 라이트 노벨. GA문고(SB 크리에이터)에서 2016년부터 발간 중이다. 일러스트는 칸나츠키 노보루. 계명은 「고브스레(ゴブスレ)」.

## 줄거리
모험자가 된 지 얼마 안 된 여신관은 신인 모험자 일당(파티)의 권유로 4명이서 고블린 퇴치로 향하지만, 무경험의 방심 때문에 고블린의 기습을 받아 일당은 전멸하고 만다.절체절명의 여신관을 구한 것은 고블린 슬레이어라고 불리는 은등급(서열 3위)의 모험자였다. 철저한 훈련 속에 담담하게 그러나 착실하게, 때로는 기수기책도 내보내 고블린을 모두 죽여 가는 고블린 슬레이어는 이번 기회에 여신관과 함께 행동하게 된다. 이윽고 그의 곁에 엘프 궁수, 드워프 도사, 리자드맨 법승의 모험자 3인방이 모리인의 영지 유적지에 깃든 고블린의 토벌이라는 의뢰를 가져온다. 이 한 사건을 기회로 고블린 슬레이어등 5명의 일당이 모여, 고블린 덩굴의 한 줄로는 가지 않는 여러 가지 모험에 임해 가게 된다.

## 극장판
《고블린 슬레이어: 고블린즈 크라운》(일본어: ゴブリンスレイヤー GOBLIN'S CROWN)는 2020년에 공개한 일본의 영화이다.

### 캐스팅

#### 주연
- 우메하라 유이치로 : 고블린 슬레이어 역 (목소리)
- 오구라 유이 : 여신관 역 (목소리)

#### 조연
- 토야마 나오 : 엘프 궁수 역 (목소리)
- 이구치 유카 : 카우 걸 역 (목소리)
- 우치다 마아야 : 접수원 역 (목소리)
- 나카무라 유이치 : 드워프 도사 역 (목소리)
- 스기타 토모카즈 : 리자드맨 법승 역 (목소리)
- 히카사 요코 : 마녀 역 (목소리)
- 마츠오카 요시츠구 : 창술사 역 (목소리)
- 우에사카 스미레 : 영애 검사 역 (목소리)